# 15969 Charlesgreen
15969 Charlesgreen (1998 EW11) là một tiểu hành tinh vành đai chính được phát hiện ngày 1 tháng 3 năm 1998 bởi E. W. Elst ở Đài thiên văn Nam Âu.